# 翁啟惠
翁啟惠（英語：Chi-Huey Wong，1948年8月3日—），前中央研究院院長，是出生臺灣嘉義縣的化學家，專長生物化學、有機及合成化學，首創透過程式化自動合成多醣分子、以酵素技術大量合成複雜多醣體及醣蛋白等研究。現任斯克里普斯研究所化學講座教授、中央研究院基因體研究中心合聘特聘研究員、國家生技醫療產業策進會會長、總統府健康臺灣推動委員會副召集人，亦為中央研究院院士、美國人文與科學學院院士、美國國家科學院院士、美國發明家學院院士、歐洲分子生物學外籍院士及工業技術研究院院士。2014年在有關醣分子合成及醣蛋白的傑出研究獲得沃爾夫化學獎、2015年獲得英國皇家化學會羅賓遜獎、2021年再獲得威爾許化學獎。
2006年擔任中央研究院第9任院長、2011年獲提名連任，2016年因浩鼎案而辭職，2018年浩鼎案一審獲判無罪，士林地檢署決定不上訴後無罪定讞。

## 學歷
- 美國麻省理工學院有機化學博士〈1979年-1982年〉。
- 國立臺灣大學生化科學研究所碩士〈1977年〉。
- 國立臺灣大學生化科技系學士〈1966年-1970年〉。
- 臺灣省立臺南第一中學（現國立臺南第一高級中學）初中部、高中部畢業〈1960年-1966年〉。
- 嘉義縣義竹鄉義竹國民學校（現嘉義縣義竹鄉義竹國民小學）〈1954年-1960年〉。

## 主要經歷
- 1970年-1971年，中華民國義務役。
- 1971年-1979年，國立臺灣大學化學系助教、中央研究院生物化學研究所研究助理員及助理研究員（實驗室指導人為中研院王光燦院士）。
- 1982年-1983年，美國哈佛大學博士後研究。
- 1983年-1989年，美國德州德克薩斯州農工大學化學助理教授、副教授、教授。
- 1987年-1989年，美國德州德克薩斯州農工大學生物化學系、生物物理系，以及生物科學和技術學院教授。
- 1989年-2006年，美國加州斯克里普斯研究院化學講座教授（Ernest W. Hahn Professor of Chemistry, The Scripps Research Institute, U. S. A.）。
- 1991年-1999年，日本理化學研究所尖端科學醣科技實驗室主任。
- 1993年-1999年，美國國家衛生研究院 Bioorganic and Natural Products Chemistry Study Section 審查委員。
- 1993年-2010年，生物有機及藥物化學期刊主編（Editor-in-Chief, Bioorganic & Medicinal Chemistry）。
- 2000年-2003年，美國國家科學研究委員會化學科學與技術委員會董事（National Research Council on Chemical Sciences and Technology Board Member）。
- 2000年-2008年，德國馬克斯·普朗克學會（多特蒙德）科技諮詢委員（Scientific Advisor）。
- 1998年-2000年，主持中央研究院化學所多醣體研究。
- 2003年-2006年，中央研究院特聘研究員兼中央研究院基因體研究中心主任。
- 2006年-2016年，中央研究院院長。
- 2019年至今，國家生技醫療產業策進會會長。

### 中研院院士及院長
- 1994年當選中華民國 ｢中央研究院第20屆院士」。
- 1998年-2000年應中央研究院院長李遠哲邀請，回臺灣主持中研院多醣體研究。
- 2002年當選美國國家科學院院士。2003年到2006年間以中央研究院特聘研究員兼中央研究院基因體研究中心主任。
- 2006年5月當選中央研究院院長（同時入選的2位候選人為中央研究院院士陳定信和吳茂昆），2006年9月22日獲陳水扁總統特任為中央研究院第9任院長，2006年10月19日正式接任。他是依據《中華民國國籍法》第20條，經總統府核定的中華民國史上第1位具有美國、中華民國雙重國籍的中央研究院院長。
- 2007立法院通過生技產業發展條例，翁啟惠對法案內容扮演關鍵角色。
- 2008年至2012年擔任行政院首席科技顧問。
- 2011年-2014年擔任日本理化研究所（RIKEN）諮議委員。
- 2011年6月促成 ｢國家生技研究園區」的開發，歷經3次環評初審，於第3次環評初審時，環評委員開出近10項條件以有條件的通過。預估總園區預算約225億，最快能於5至6年內完成。[4]
- 2011年8月14日對外公布 ｢人才宣言」，這是翁啟惠院長廣邀國內重要的產業、教育、科技、媒體與藝術等各界代表，共同連署的。意在指 ｢國家正面臨一個空前的人才失衡危機」。[5]
- 2012年獲得美國化學會有機化學最高榮譽之亞瑟科博獎（Arthur C. Cope Award）。
- 2014年1月17日獲得沃爾夫化學獎。[6]
- 2021年獲得美國威爾許化學獎。[3]

### 其他職務
- 2006年至今，行政院生技產業策略諮議委員。
- 2009年至今，財團法人生物技術開發中心科技諮詢委員。
- 2011-2012，美國國家科學院醣科學重要性評估委員會委員。
- 台北醫學大學榮譽講座教授。
- 國立臺灣大學化學及生化科學特聘研究講座教授。
- 國立清華大學（新竹）化學系合聘特聘講座教授。
- Tetrahedron Publications 主席。
- 國立中山大學榮譽講座教授。
- 國家生技醫療產業策進會總顧問。
- 嘉義縣清新閣文化藝術基金會董事長。[7][8]
- 健康台灣推動委員會副召集人。

## 榮譽
- 1985年-1988年，美國生物醫學西樓學者獎（Searle Scholar Award in Biomedical Sciences）。
- 1986年-1991年，美國總統青年化學獎（Presidential Young Investigator in Chemistry）。
- 1993年，美國化學會亞瑟、科博學者獎（American Chemical Society A. C. Cope Scholar Award）。
- 1994年，華人美國化學會傑出研究貢獻獎（Chinese American Chemical Society Distinguished Research Achievement Award）。
- 1994年，國際碳水化合物獎（International Carbohydrate Award）。
- 1994年，當選中華民國中央研究院第20屆院士（Academician, Academia Sinica, R.O.C.）。
- 1995年，美國化學會 Wolfram 醣化學獎（Wolfram Award ）。
- 1996年，當選美國人文與科學學院院士（Fellow, American Academy of Arts and Sciences）。
- 1997年，台美基金會科學與工程獎（Taiwanese American Foundation Science and Engineering Award）。
- 1998年，美國化學學會哈理遜化學獎（Harrison Howe Award in Chemistry）。
- 1999年，國際酵素化學獎（The International Enzyme Engineering Award） 。
- 1999年，美國化學學會聖地牙哥區傑出科學家獎（American Chemical Society San Diego Distinguished Scientist Award）。
- 1999年，美國化學學會克勞德．哈德遜醣化學獎（The American Chemical Society Claude S. Hudson Award in Carbohydrate Chemistry）。
- 2000年，美國總統綠色化學獎（The Presidential Green Chemistry Award）。
- 2002年4月30日，當選美國國家科學院院士（Member, The US National Academy of Sciences）。
- 2005年，美國化學學會合成有機化學獎（American Chemical Society Award for Creative Work in Synthetic Organic Chemistry）。
- 2006年5月，當選中央研究院院長。
- 2006年，德國洪堡資深科學家獎（Humboldt Research Award for Senior Scientists, Germany）。
- 2006年，比利時喬治史密得有機化學獎（The George Smets Chair Award for Organic Chemistry, Louvain-la-Neuve, Belgium）。
- 2007年，以色列理工學院（Technion–Israel Institute of Technology）名譽博士。
- 2007年，國立陽明大學名譽博士。
- 2008年，科頓傑出化學研究獎章（The F. A. Cotton Medal for Excellence in Chemical Research）。
- 2008年，國立中山大學名譽博士。
- 2009年，香港城市大學名譽博士。
- 2009年，國科會專業金質獎章（National Science Council Science Professional Gold Medal, Taiwan）。
- 2010年，國立中興大學名譽博士。
- 2010年，獲得歐洲分子生物學外籍院士（Member of the European Molecular Biology Organization (EMBO) ）。
- 2011年，國立交通大學名譽博士。
- 2011年，國立清華大學名譽博士。
- 2012年，日經亞洲獎（The Nikkei Asia Prize for Science, Technology and Innovation）。
- 2012年，美國化學學會亞瑟·科博獎（American Chemical Society Arthur C. Cope Award）。
- 2014年，當選美國發明家學院院士（Fellow, National Academy of Inventors）。
- 2014年，以色列沃爾夫化學獎。[6]
- 2015年，英國皇家化學會羅伯特．魯賓遜獎（Robert Robinson Award）。[9]
- 2021年，美國威爾許化學獎。
- 2022年，美國化學家協會化學先驅獎（American Institute of Chemists Chemical Pioneer Award）。
- 2022年，荷蘭四面體獎（Tetrahedron Prize）。
- 2022年，國立臺灣大學傑出校友。
- 2023年，以色列化學會國際巴里·科恩獎（Israel Chemical Society International Barry Cohen Award）。
- 2023年，亞洲化學聯合會創新學術獎（Federation of Asian Chemical Societies Foundation Lectureship Award）。
- 2025年，亞洲生技獎（BIO Asia Award）。

## 著作
翁啟惠至今已發表超過750篇論文於國際期刊、獲得超過120項國際專利，著有六本專書如下：
- C.-H. Wong and G. M. Whitesides, “Enzymes in Synthetic Organic Chemistry,” Pergamon Press, 1994.
- M. Famulok, E.-L. Winnacker, C.-H. Wong, “Combinatorial Chemistry in Biology,” Springer-Verlag, Berlin, 1999.
- B. Cornils, W. A. Herrmann, R. Schlögl, C.-H. Wong, “Catalysis from A to Z–A Concise Encyclopedia,” Wiley-VCH, Weinheim, Germany, 1999.
- C.-H Wong: “Carbohydrate-based Drug Discovery” Vols. I & II, Wiley-VCH, Weinheim, Germany, 2003.
- C.-H. Wong and P. G. Wang, eds. “Carbohydrates, Nucleosides and Nucleic Acids.” Comprehensive Natural Products II: Chemistry and Biology (“CONAP II”), Vol. 6, 10 vols. Elsevier, Missouri, USA, 2009.
- N. Taniguchi, T. Endo, G. W. Hart, P. H. Seeberger, C.-H. Wong, eds. “Glycoscience: Biology and Medicine”, Springer Japan, 2014.

## 爭議事件

### 宇昌案
2011年12月12日，在2012年中華民國總統選舉前30天，由行政院經濟建設委員會主委劉憶如出面指控宇昌案涉及不法，翁啟惠發表聲明認為目前輿論對民進黨總統候選人蔡英文不太公平，同年8月14日，特偵組查無不法事實，簽結此案。

### 浩鼎案
2016年3月23日，時任中研院院長翁啟惠捲入浩鼎案，當時他人在美國，對不實報導深感失望，同月28日透過電話請辭、29日再提書面辭呈但皆沒被獲准，4月翁啟惠返台後聲明會留任至總統圈選下一任院長，因為考量到院長辭職會使副院長、院內的一級行政主管都得一起離開行政職，而且原定其任期至同年10月18日屆滿，下一任院長的遴選作業已在進行，為避免院務推動出現空窗期，授權三位副院長代理其職務，待選出新院長後最快在一、兩周內辦理提前交接，然而5月10日總統馬英九核准他在3月29日提的辭呈，下一任院長留待即將上任的新任總統蔡英文圈選。
2017年1月9日，台北士林地檢署起訴浩鼎案，進入法院審理。2018年12月28日，士林地方法院一審判決翁啟惠、張念慈無罪。2019年1月21日，檢方就浩鼎案決定不上訴，全案無罪確定。審理期間，監察院於2017年7月認定翁啟惠有財產申報不實及違反利益衝突的規定而通過彈劾，交付公務員懲戒委員會（今懲戒法院）於2019年4月記予申誡，其後翁啟惠多次聲請再審。2021年3月10日，監察院「司法及獄政委員會」依照監察院「訴願審議委員會」和「廉政委員會」的決議釐清說明，認定翁啟惠無財產申報不實，亦無違反公職人員利益衝突迴避法。
2022年4月，監委對於翁啟惠的處分案聲請再審，聲明公職人員財產申報及利益衝突規範屬監察院權責，並重申翁啟惠並無違反任何規定。

## 家庭
- 哥哥翁崇惠（Chorng-Huey Wong）曾任國際貨幣基金會（IMF）處長、現任國際貨幣基金研究院高級顧問[15][16][17]。
- 弟弟翁英惠是樹德科技大學應用設計研究所講座教授、前設計學院院長。
- 太太學美術，曾任北一女美術老師，女兒是畫家，兒子是軟體工程師。

## 外部連結
- 基因體醫學國家型科技計畫—人物專訪—醣蛋白研究創新，製藥技術新革命
- 中央研究院院長翁啟惠簡介 （页面存档备份，存于）

| 學術機關職務  | 學術機關職務                                           | 學術機關職務  |
| ------------- | ------------------------------------------------------ | ------------- |
| 中央研究院    |                                                        |               |
| 前任： 李遠哲 | 中央研究院院長 第9、10任 2006年10月30日－2016年5月10日 | 繼任： 廖俊智 |